# Клеланд, Тэмми
Тэмми Клеланд-Макгрегор (англ. Tammy Cleland-McGregor; род. 26 октября 1975, Санфорд, Флорида) — американская спортсменка, выступавшая в синхронном плавании. Чемпионка летних Олимпийских игр 1996 года и чемпионка мира 1994 года в группе.

## Карьера
Первую международную медаль выиграла на чемпионате мира по водным видам спорта 1994 года, проходившем в Риме, став чемпионкой в составе группы, обойдя коллективы из Японии и Канады. Двумя годами позднее, на Олимпийских играх 1996 года в Атланте, стала чемпионкой Олимпийских игр в соревнованиях среди групп вместе с Сюзанной Бьянко, Беки Дюрен-Лэнсер, Эмили Лесур, Хизер Пиз, Джилл Сейвери, Натали Шнейдер, Хизер Симмонс, Джилл Саддат и Марго Тьен. Сборная Канады стала серебряным призёром, бронзу завоевала — Япония. На своих вторых Олимпийских играх в Сиднее, Клеланд заняла 5-е место, после чего завершила спортивную карьеру.